# SN 1987I
SN 1987I – supernowa typu Ia odkryta 2 lipca 1987 roku w galaktyce IC4963. W momencie odkrycia miała maksymalną jasność 16,00m.